# Bordetella parapertussis
Bordetella parapertussis je drobna gramnegativna bakterija iz rodu bordetel, ki lahko pri človeku povzroči oslovskemu kašlju podobno bolezen, vendar je bolezen blažja.
Gre za majhno bakterijo, velikosti okoli 0,8 × 0,4 µm. Je negibljiva, aerobna bakterija, oblike, podobne koku (kokoidna oblika). Naseljuje celice povrhnjice dihalnih poti. V krvnem agarju povzroča hemolizo beta. Morfološko jo le stežka ločimo od ostalih vrst bordetel (B. pertussis, B. bronchiseptica ...).